# Per-René Seeger
Per-René Seeger (* 29. November 1955 in Bad Bibra) ist ein ehemaliger Abgeordneter der Volkskammer der DDR und des Deutschen Bundestags (DBD und SPD).

## Leben und Beruf
Seeger besuchte bis 1972 die Polytechnische Oberschule in Saubach. Anschließend absolvierte er eine Lehre als Facharbeiter für automatisierte Produktionssysteme. 1980 wurde er Meister für Bindemittelproduktion und 1986 Meister der Pflanzenproduktion. 1990 genoss er eine Ausbildung zum Wirtschaftskaufmann.
Von 1972 bis 1981 war er im VEB Zementwerk Karsdorf tätig und von 1982 bis 1988 im VEG Memleben. Von 1988 bis 1989 war er Mitarbeiter Wissenschaft und Technik im VEB Landtechnische Instandsetzung Laucha und von 1989 bis 1990 Fachdirektor für Rationalisierung und Betriebsorganisation in der HO Querfurt.

## Politik
Per-René Seeger war seit 1982 Mitglied der Demokratischen Bauernpartei Deutschlands (DBD). 1988 wurde er Präses der Kreissynode im Kirchenkreis Freyburg (Unstrut). Im März 1990 wurde er im Wahlkreis Halle für die DBD in die Volkskammer gewählt. Dort war er bis August 1990 Parlamentarischer Geschäftsführer der DBD/DFD-Fraktion. Im Zuge der Auflösung der DBD im August 1990 schloss sich Per-René Seeger am 1. September 1990 der SPD-Fraktion an. Im Oktober 1990 gehörte er zu den 144 Abgeordneten, die von der Volkskammer in den Bundestag entsandt wurden. Er gehörte dem Bundestag bis zum Dezember 1990 als SPD-Abgeordneter an.